# الإمبراطورية الاستعمارية الإيطالية
برزت الإمبراطورية الاستعمارية الإيطالية (بالإيطالية: Impero Italiano)‏ بعد ولادة مملكة إيطاليا وانضمت إلى الدول الأوروبية الأخرى في إنشاء المستعمرات في خارج أوروبا خلال التدافع «من أجل أفريقيا». يعود تاريخ إيطاليا كدولة موحدة إلى عام 1861. بحلول ذلك الوقت بنت فرنسا وإسبانيا والبرتغال وبريطانيا وهولندا إمبراطوريات كبيرة على مر مئات من السنين. كانت أراضي الدولة العثمانية آخر ما تبقى من مناطق مفتوحة للاستعمار في القارة الأفريقية. بسبب اندلاع الحرب العالمية الأولى في عام 1914 ضمت إيطاليا اريتريا والصومال وانتزعت السيطرة على أجزاء من الامبراطورية العثمانية بما في ذلك ليبيا على الرغم من هزيمتها في سعيها للتغلب على إثيوبيا. سعت الحكومة الفاشية الإيطالية بقيادة الديكتاتور بينيتو موسوليني الذي وصل إلى السلطة في عام 1922 إلى زيادة حجم الإمبراطورية مرة أخرى وهو ما حدث عن طريق القوة أو بالتهديد باستخدامها. نجح في ضم إثيوبيا بعد أربعة عقود من الفشل السابق وجرى توسيع حدود إيطاليا في أوروبا على حساب جيرانها. أعلنت «الإمبراطورية الإيطالية» رسمياً يوم 9 مايو/ أيار 1936 بعد احتلال إثيوبيا. اصطفت إيطاليا بجانب ألمانيا النازية خلال الحرب العالمية الثانية وتمتعت في البداية بنجاحات. رغم ذلك نجحت قوات الحلفاء في السيطرة على المستعمرات الإيطالية في الخارج وعندما تم غزو إيطاليا نفسها عام 1943 لم يعد للإمبراطورية وجود.

## التاريخ

### الحرب العالمية الأولى وآثارها
في عام 1915، وافقت إيطاليا على خوض الحرب العالمية الأولى متحالفة مع بريطانيا وفرنسا، وفي المقابل، ضمنت الحصول على الحصول على أراضٍ في اتفاقية لندن، في كل من أوروبا وأفريقيا، وذلك في حال فوز فرنسا وبريطانيا بممتلكات ألمانيا في أفريقيا.
قبل التدخل في الحرب العالمية الأولى، احتلت إيطاليا ميناء فلوره الألباني في شهر ديسمبر من عام 1914. في خريف عام 1916، بدأت إيطاليا في احتلال الجزء الجنوبي من ألبانيا. في عام 1916، جندت القوات الإيطالية جنودًا ألبانيين غير نظاميين للخدمة في صفهم، واحتلت إيطاليا إبيروس الشمالية بإذن من الحلفاء في 23 أغسطس من عام 1916، لتجبر جيش اليونان الحيادي على سحب قواته الاحتلالية منها. في يونيو 1917، أعلنت إيطاليا وسط ألبانيا وجنوبها بأنها مناطق خاضعة للحماية الإيطالية، بينما كان الجزء الشمالي من ألبانيا مخصصًا لولايات صربيا والجبل الأسود. بحلول يوم 31 من أكتوبر لعام 1918، طردت القوات الفرنسية والإيطالية قوات الإمبراطورية النمساوية المجرية من ألبانيا. ورغم ذلك، في عام 1920، أجبرت ثورةٌ ألبانيةٌ الإيطاليين على الموافقة على العودة للمناطق المحتلة من ألبانيا، باستثناء جزيرة سارزان.
كانت دالماسيا منطقة إستراتيجية أثناء الحرب العالمية الأولى ما دفع إيطاليا وصربيا لاستهداف الاستيلاء عليها من الإمبراطورية النمساوية المجرية. ضمنت اتفاقية لندن لإيطاليا الحق في الاستيلاء على جزء كبير من دالماسيا مقابل مشاركة إيطاليا في صف الحلفاء. في الفترة من 5 إلى 6 نوفمبر من عام 1918، ورد أن القوات الإيطالية وصلت إلى فيس، ولاستوفو، وشيبينيك، والمناطق المحلية الأخرى على ساحل دالماسيا. بانتهاء القتال في نوفمبر عام 1918، كان الجيش الإيطالي قد حكم سيطرته على منطقة دالماسيا بالكامل التي ضمنت اتفاقية لندن حق إيطاليا في الاستيلاء عليها، وفي يوم 17 نوفمبر استحوذت إيطاليا على فيومي أيضًا. في عام 1918، أعلن الأميرال أنريكو ميلو نفسه الحاكم الإيطالي في دالماسيا. ودعم القومي الإيطالي الشهير غابرييل دانونسيو الاستيلاء على دالماسيا، وتقدم إلى مدينة زارا (تُعرف اليوم بمدينة زاداؤ) في سفينة حربية إيطالية في ديسمبر من عام 1918.
بالرغم من ذلك، في معاهدة فرساي الختامية في عام 1919، تلقت إيطاليا في أوروبا أقل مما وُعدَت به ولم تحصل على أي شيء في الخارج. في أبريل من عام 1920، اتفق وزيرا الخارجية الإيطالي والبريطاني على أن جوبالاند ستكون تعويضًا لإيطاليا، لكن بريطانيا عطلت الصفقة عدة سنوات؛ بهدف استخدامها نفوذًا لإجبار إيطاليا على التنازل عن دوديكانيسيا لصالح اليونان

### الحرب العالمية الثانية
دخل موسوليني الحرب العالمية الثانية متحالفًا مع أدولف هتلر بخطة تهدف لتكبير ممتلكات إيطاليا الإقليمية. امتلك تصميمات لمناطق تقع في غرب يوغوسلافيا، وجنوب فرنسا، وكورسيكا، ومالطا، وتونس، وجزء من الجزائر، وميناء أطلسي في المغرب، وأرض الصومال الفرنسي، ومصر والسودان البريطانيتين. ذكر موسوليني أيضًا لإيطالو بابلو طموحاته بشأن الإيقاع بمناطق بريطانية وفرنسية في الكاميرون وتأسيس كاميرون إيطالية، آملًا أن تستطيع إيطاليا تأسيس مستعمرة على الساحل الأطلسي في أفريقيا.
في 10 من يونيو لعام 1940، أعلن موسوليني الحرب على بريطانيا وفرنسا، وكانت كلا الدولتين في حرب مع ألمانيا النازية منذ سبتمبر من العام السابق لهذا التاريخ. وفي يوليو من عام 1940، تقدم وزير الخارجية الإيطالي كاونت كيانو إلى هتلر بوثيقة من إيطاليا تتضمن متطلباتها: ضم كورسيكا ونيس ومالطا، وإقامة حامية في تونس، ومنطقة عازلة في الجزائر، والاستقلال بوجود جيش إيطالي وقواعد عسكرية في لبنان وفلسطين وسوريا وشرق الأردن، بالإضافة إلى مصادرة شركات النفط في هذه المناطق، والاحتلال العسكري لعدن وبريم وسوكوترا، ومنح قبرص لليونان مقابل منح كورفو وسياموريا لإيطاليا، ومنح إيطاليا أرض الصومال البريطانية، وجيبوتي وإفريقيا الاستوائية الفرنسية حتى تشاد، بالإضافة إلى إضافة كيانو في اللقاء برغبة إيطاليا في الاستيلاء على كينيا وأوغندا أيضًا. قبِل هتلر الوثيقة دون أي تعليق.
في أكتوبر من عام 1940، أمر موسوليني بغزو اليونان من جهة ألبانيا، لكن العملية كانت غير ناجحة. في أبريل من عام 1941، بدأت ألمانيا غزو يوغوسلافيا، وبعدها هاجمت اليونان. دعمت إيطاليا وأعوان ألمانيا الآخرين هذه العمليات. اجتاحت الجيوش الألمانية والإيطالية يوغوسلافيا خلال أسبوعين، وبالرغم من الدعم البريطاني في اليونان، اجتاحت قوى المحور البلاد في نهاية شهر أبريل. استطاع الإيطاليون فرض السيطرة على مناطق من يوغوسلافيا واليونان المحتلتين، وعُين أحد أعضاء آل سافوي -أمير أيمون، دوق أوستا- ملكًا لدولة كرواتيا المستقلة المُنشأة حديثًا.
خلال ذروة معركة بريطانيا، أطلق الإيطاليون هجومًا على مصر آملين في الاستيلاء على قناة السويس. وبحلول يوم 16 سبتمبر من عام 1940، تقدم الإيطاليون 60 ميلًا عبر الحدود. بالرغم من ذلك، في ديسمبر، بدأ البريطانيون عملية البوصلة، وبحلول شهر فبراير من عام 1941، استطاعت بريطانيا عزل الجيش العاشر الإيطالي وأسره والتقدم بعمق في ليبيا. منع التدخل الألماني سقوط ليبيا وقادت هجمات المحور المشتركة البريطانيين إلى مصر مرة أخرى حتى صيف عام 1942، قبل إيقافها في العلمين. خلقَ تدخُّل دول الحلفاء ضد فرنسا الفيشية المحتلة للمغرب والجزائر حملةً على جبهتين. دخلت قوات الألمان والإيطاليون تونس في نهاية عام 1942 ردًا على ذلك، وبالرغم من ذلك، أُجبرت قوات في مصر سريعًا على التراجع بشكل كبير في ليبيا. بحلول شهر مايو 1943، أُجبرت قوات المحور في تونس على الاستسلام.
بدأت حملة شرق أفريقيا بالتقدمات الإيطالية إلى كينيا المُحتلة من بريطانيا والصومال البريطاني والسودان. وفي صيف عام 1940، نجحت القوات المسلحة الإيطالية في غزو الصومال البريطانية بالكامل. لكن في ربيع عام 1941، شنت بريطانيا هجومًا مضادًا، وتقدمت بعُمق في شرق أفريقيا الإيطالية. بحلول اليوم الخامس من شهر مايو، عاد هيلا ملك إثيوبيا إلى أديس أبابا واستعاد عرشه مرة أخرى. في شهر نوفمبر، انتهت آخر مقاومة إيطالية منظمة مع سقوط غندر. بالرغم من ذلك، بعد استسلام شرق أفريقيا، شن بعد الإيطاليين حرب عصابات استمرت لعامين إضافيين.
في نوفمبر من عام 1942، حين احتل الألمان فرنسا الفيشية أثناء العملية أنطون، توسع الاحتلال الإيطالي لفرنسا باحتلال كورسيكا.

### نهاية الإمبراطورية
بحلول خريف عام 1943، انتهت الإمبراطورية الإيطالية وجميع أحلامها بشكل تام. في اليوم السابع من شهر مايو، استسلمت قوات المحور في تونس وحدث غيرها من الانتكاسات الإيطالية المستمرة القريبة، ما دفع الملك فيكتور إيمانويل الثالث للتخطيط لعزل موسوليني. وبعد غزو صقلية، تلاشى كل الدعم المُقدم لموسوليني. وعُقد اجتماع لمجلس الفاشية الكبير في 24 من شهر يوليو، الذي استطاع فرض التصويت بسحب الثقة من موسوليني. وبالتالي خُلع الـ«دوتشي»، وقبض عليه الملك في ظهيرة اليوم التالي. بعد ذلك، بقي موسوليني سجينًا للملك حتى يوم 12 سبتمبر، حين - بأمر من هتلر- أنقذته وحدة مظلات ألمانية؛ ليصبح قائدًا للجمهورية الاجتماعية الإيطالية المؤسسة حديثًا.
بعد 25 يوليو، ظلت الحكومة الإيطالية الجديدة -تحت قيادة الملك والمشير بيترو بادوغليو- تابعة لدول المحور ظاهريًا، وفي السر، بدأت بالتفاوض مع الحلفاء. في ليلة هبوط الحلفاء في ساليرنو، التي بدأ فيه غزو الحلفاء لإيطاليا، وقعت الحكومة الإيطالية سرًا على هدنة مع الحلفاء. وفي يوم 8 أكتوبر، أُعلن عن الهدنة.
شنت القوات الألمانية هجومًا على إيطاليا (حليفتهم سابقًا) في ألبانيا ويوغوسلافيا ودوديكانيسيا وغيرها من المناطق التي كانت قابعة تحت السيطرة الإيطالية، وبهذا انتهى الحكم الإيطالي.
أثناء حملة دوديكانيسيا، انتهت محاولة الحلفاء في السيطرة على دوديكانيسيا بمساعدة القوات الإيطالية بانتصار الجانب الألماني انتصارًا ساحقًا. في الصين، احتلت جيوش الإمبراطورية اليابانية امتيازات إيطاليا في تيانجين بعد علمها بخبر الهدنة. لاحقًا في عام 1943 تنازلت الجمهورية الاجتماعية الإيطالية رسمياً عن الامتيازات لنظام الدمى الياباني في الصين، وهي الحكومة الوطنية المعاد تنظيمها للصين في عهد وانغ جينغ وى.
في عام 1947، فقدت الجمهورية الإيطالية رسميًا جميع ممتلكاتها الاستعمارية في الخارج؛ نتيجة معاهدة السلام مع إيطاليا. كانت هناك مناقشات للإبقاء على طرابلس (مقاطعة ليبيا الإيطالية) باعتبارها آخر مستعمرة إيطالية، لكن تلك المناقشات لم تلقَ أي نجاح. في نوفمبر من عام 1949، كان مصير أرض الصومال الإيطالية سابقًا -التي أصبحت بعد ذلك خاضعة للإدارة العسكرية البريطانية- أن أصبحت خاضعة للوصاية الدولية من الأمم المتحدة، وتحت الإدارة الإيطالية لمدة 10 سنوات. وفي 1 يوليو من عام 1960، اندمجت الصومال مع أرض الصومال البريطانية لتشكيل جمهورية الصومال المستقلة.

## وصلات خارجية
- أطلس المستعمرات الإيطالية (1928) - باراتا ماريو وفيسينتين لويغي (بالإيطالية)